# Journey to Shiloh
Journey to Shiloh és una pel·lícula estatunidenca dirigida per William Hale, estrenada el 1968.

## Argument
Al començament de la Guerra Civil set amics s'embarquen en un viatge pel país per allistar-se a l'exèrcit confederat; van camí a Shiloh (Tennessee), on està a punt d'esclatar una batalla.

## Repartiment
- James Caan: Buck Burnett
- Michael Sarrazin: Miller Nalls
- Brenda Scott: Gabrielle DuPrey
- Don Stroud: Todo McLean
- Michael Burns: Eubie Bell
- Jan-Michael Vincent: Little Bit Lucket
- Paul Petersen: J.C. Sutton
- Harrison Ford: Willie Bill Bearden
- John Doucette: General Braxton Bragg
- Noah Beery Jr.: Sergent Mercer Barnes
- Tisha Sterling: Airybelle Sumner
- James Gammon: Tellis Yeager
- Bing Russell: Greybeard
- Rex Ingram: Jacob
- Robert Pine: Collins